# Gwillim River (Murray River)
Der Gwillim River ist ein etwa 44 km langer linker Nebenfluss des Murray River im Peace River Regional District im Nordosten der kanadischen Provinz British Columbia. Namensgeber des Flusses ist John Cole Gwillim (1866–1920), ein britisch-kanadischer Geologe und Professor für Bergbauingenieurwesen. Der Oberlauf des Flusses liegt im Tumbler Ridge UNESCO Global Geopark.

## Flusslauf
Der Gwillim River hat sein Quellgebiet knapp 10 km nordwestlich vom Westende des Gwillim Lake auf einer Höhe von etwa 1030 m in den östlichen Ausläufern der Kanadischen Rocky Mountains. Der Gwillim River fließt anfangs in südöstlicher Richtung zum Nordwestufer des Gwillim Lake. Der Highway 29 (Chetwynd–Tumbler Ridge) folgt dem Flusslauf. Der Gwillim River durchfließt den See auf einer Länge von 8,5 km und verlässt diesen an dessen Ostende. Unterhalb des Sees fließt der Gwillim River noch knapp 22 km bis zu seiner Mündung. Er fließt knapp 5 km nach Westen. Bei Flusskilometer 17 trifft der Moose Creek von Süden kommend auf den Gwillim River. Anschließend wendet sich der Gwillim in Richtung Nordnordost und bildet von dort bis kurz vor seiner Mündung die östliche Grenze des Gwillim Lake Provincial Parks. Das Einzugsgebiet beträgt etwa 700 km².